# Łączki (Wilkowiczki)
Łączki (niem. Städtisch Lonczek) – kolonia wsi Wilkowiczki w Polsce, położona w województwie śląskim, w powiecie gliwickim, w gminie Toszek.
W latach 1975–1998 kolonia administracyjnie należała do województwa katowickiego.

## Nazwa
Topograficzny opis Górnego Śląska z 1865 roku notuje miejscowość w języku polskim i niemieckim – "polnisch Łonczky (Wiesen)". W okresie hitlerowskiego reżimu w latach 1936-1945 miejscowość nosiła nazwę Moorwies.